# Portugal Open 2014
Portugal Open 2014 byl společný tenisový turnaj mužského okruhu ATP World Tour a ženského okruhu WTA Tour, hraný v areálu Estádio Nacional do Jamor na otevřených antukových dvorcích. Konal se mezi 26. dubnem až 4. květnem 2014 v portugalském Oeirasu jako 25. ročník mužského a 18. ročník ženského turnaje.
Mužská polovina se řadila do kategorie ATP World Tour 250 a její dotace činila 485 760 eur. Ženská část měla rozpočet 250 000 dolarů a byla součástí kategorie WTA International Tournaments.
Mužský deblový titul z předešlého ročníku obhájila mexicko-americká dvojice Santago González a Scott Lipsky.

## Distribuce bodů a finančních odměn

### Distribuce bodů
| Soutěž       | Vítězové | F   | SF  | ČF | 16 v kole | 32 v kole | Q  | Q3 | Q2 | Q1 |
| ------------ | -------- | --- | --- | -- | --------- | --------- | -- | -- | -- | -- |
| dvouhra mužů | 250      | 150 | 90  | 45 | 20        | 0         | 12 | 6  | 0  | 0  |
| čtyřhra mužů | 250      | 150 | 90  | 45 | 0         |           |    |    |    |    |
| dvouhra žen  | 280      | 180 | 110 | 60 | 30        | 1         | 18 | 14 | 10 | 1  |
| čtyřhra žen  | 280      | 180 | 110 | 60 | 1         |           |    |    |    |    |

### Finanční odměny
| Soutěž            | Vítězové | Finalisté | Semifinalisté | Čtvrtfinalisté | 16 v kole | 32 v kole | Q3   | Q2   | Q1   |
| ----------------- | -------- | --------- | ------------- | -------------- | --------- | --------- | ---- | ---- | ---- |
| dvouhra mužů      | €77 315  | €40 720   | €22 060       | €12 565        | €7 405    | €4 385    | €710 | €340 |      |
| čtyřhra mužů      | €23 500  | €12 350   | €6 690        | €3 830         | €2 240    |           |      |      |      |
| dvouhra žen       | €34 677  | €17 258   | €9 113        | €4 758         | €2 669    | €1 552    | €810 | €599 | €427 |
| čtyřhra žen       | €9 919   | €5 161    | €2 770        | €1 468         | €774      |           |      |      |      |
| * – částka na pár |          |           |               |                |           |           |      |      |      |

## Dvouhra mužů

### Nasazení
| Stát                           | Hráč                   | ATP | Nasazení |
| ------------------------------ | ---------------------- | --- | -------- |
| Česko                          | Tomáš Berdych          | 6.  | 1.       |
| Kanada                         | Milos Raonic           | 9.  | 2.       |
| Španělsko                      | Marcel Granollers      | 31. | 3.       |
| Španělsko                      | Guillermo García-López | 32. | 4.       |
| Rusko                          | Dmitrij Tursunov       | 34. | 5.       |
| Portugalsko                    | João Sousa             | 40. | 6.       |
| Rusko                          | Teimuraz Gabašvili     | 55. | 7.       |
| Kazachstán                     | Michail Kukuškin       | 57. | 8.       |
| Žebříček ATP k 21. dubnu 2014. |                        |     |          |

### Jiné formy účasti
Následující hráčí obdrželi divokou kartu do hlavní soutěže:
- Tomáš Berdych
- Gastão Elias
- Rui Machado

Následující hráči postoupili z kvalifikace:
- Radu Albot
- Taró Daniel
- Daniel Gimeno Traver
- Leonardo Mayer
  -  Roberto Carballés Baena – jako šťastný poražený

### Odhlášení
před zahájením turnaje
- Pablo Andújar
- Santiago Giraldo
- Bradley Klahn
- Benoît Paire (poranění kolena)
- Édouard Roger-Vasselin
- Stanislas Wawrinka

## Mužská čtyřhra

### Nasazení
| Stát                                                                                    | Hráč                | Stát          | Hráč             | ATP1 | Nasazení |
| --------------------------------------------------------------------------------------- | ------------------- | ------------- | ---------------- | ---- | -------- |
| Uruguay                                                                                 | Pablo Cuevas        | Španělsko     | David Marrero    | 63.  | 1.       |
| Polsko                                                                                  | Mariusz Fyrstenberg | Polsko        | Marcin Matkowski | 66.  | 2.       |
| Mexiko                                                                                  | Santiago González   | Spojené státy | Scott Lipsky     | 76.  | 3.       |
| Česko                                                                                   | František Čermák    | Rusko         | Michail Jelgin   | 116. | 4.       |
| Žebříček ATP k 21. dubnu 2014; číslo je součtem žebříčkového postavení obou členů páru. |                     |               |                  |      |          |

### Jiné formy účasti
Následující páry obdržely divokou kartu do hlavní soutěže:
- Gastão Elias /  João Sousa
- Rui Machado /  Frederico Ferreira Silva

### Odhlášení
před zahájením turnaje
- Santiago Giraldo
- Marc López (poranění levé dolní končetiny)

## Ženská dvouhra

### Nasazení
| Stát                           | Hráčka                    | WTA1) | Nasazení |
| ------------------------------ | ------------------------- | ----- | -------- |
| Španělsko                      | Carla Suárezová Navarrová | 16.   | 1.       |
| Kanada                         | Eugenie Bouchardová       | 18.   | 2.       |
| Austrálie                      | Samantha Stosurová        | 19.   | 3.       |
| Itálie                         | Roberta Vinciová          | 20.   | 4.       |
| Estonsko                       | Kaia Kanepiová            | 23.   | 5.       |
| Česko                          | Lucie Šafářová            | 26.   | 6.       |
| Rusko                          | Světlana Kuzněcovová      | 29.   | 7.       |
| Rusko                          | Jelena Vesninová          | 33.   | 8.       |
| Žebříček WTA k 21. dubnu 2014. |                           |       |          |

### Jiné formy účasti
Následující hráčky obdržely divokou kartu do hlavní soutěže:
- Eugenie Bouchardová
- Ons Džabúrová
- Maria João Köhlerová

Následující hráčky postoupily z kvalifikace:
- Timea Bacsinszká
- Irina-Camelia Beguová
- Alla Kudrjavcevová
- Kristina Mladenovicová

### Odhlášení
před zahájením turnaje
- Sorana Cîrsteaová
- Alizé Cornetová (natažení přitahovače)
- Daniela Hantuchová
- Klára Koukalová
- Maria Kirilenková
- Varvara Lepčenková
- Anastasija Pavljučenkovová
- Alison Riskeová
- Francesca Schiavoneová

## Ženská čtyřhra

### Nasazení
| Stát                                                                                     | Hráčka                  | Stát          | Hráčka                     | WTA1 | Nasazení |
| ---------------------------------------------------------------------------------------- | ----------------------- | ------------- | -------------------------- | ---- | -------- |
| Zimbabwe                                                                                 | Cara Blacková           | Indie         | Sania Mirzaová             | 11.  | 1.       |
| Španělsko                                                                                | Anabel Medina Garrigues | Španělsko     | Arantxa Parra Santonja     | 66.  | 2.       |
| Spojené státy                                                                            | Liezel Huberová         | Spojené státy | Lisa Raymondová            | 78.  | 3.       |
| Slovensko                                                                                | Janette Husárová        | Česko         | Barbora Záhlavová-Strýcová | 81.  | 4.       |
| Žebříček WTA k 21. dubnu 2014; číslo je součtem žebříčkového postavení obou členek páru. |                         |               |                            |      |          |

### Jiné formy účasti
Následující páry obdržely divokou kartu do hlavní soutěže:
- Maria João Köhlerová /  María Teresa Torrová Florová
- Jekatěrina Lopesová /  Bárbara Luzová

### Odhlášení
před zahájením turnaje
- María Teresa Torrová Florová (poranění levého harmstringu)

## Přehled finále

### Mužská dvouhra
- Carlos Berlocq def.  Tomáš Berdych, 0–6, 7–5, 6–1

### Ženská dvouhra
- Carla Suárezová Navarrová vs.  Světlana Kuzněcovová, 6–4, 3–6, 6–4

### Mužská čtyřhra
- Santiago González /  Scott Lipsky vs.  Pablo Cuevas /  David Marrero, 6–3, 3–6, [10–8]

### Ženská čtyřhra
- Cara Blacková /  Sania Mirzaová vs.  Eva Hrdinová /  Valerija Solovjovová, 6–4, 6–3